# Saltos ornamentais nos Jogos Europeus de 2023
As competições de Saltos Ornamentais na terceira edição dos Jogos Europeus fora realizada pela primeira vez em conjunto ao Campeonato Europeu de Saltos Ornamentais, este em sua 42º edição, e parte do Campeonato Europeu de Esportes Aquáticos. A sede das provas fora em Rzeszów, na Polônia, realizadas entre 22 e 28 de Junho de 2023.
Este evento ainda serviu como qualificação aos Jogos Olímpicos de Verão de 2024, disputados em Paris. Vagas foram atribuídas aos Comitê Olímpicos Nacionais vencedores das provas de 3 e 10 metros em ambos os gêneros. Além disso, todas as oito categorias olímpicas foram realizadas nesta edição dos Jogos Europeus.

## Resumo de medalhas

### Quadro de medalhas
| Ordem | País        | Medalha de ouro | Medalha de prata | Medalha de bronze | Total |
| ----- | ----------- | --------------- | ---------------- | ----------------- | ----- |
| 1     | Ucrânia     | 4               | 1                | 0                 | 5     |
| 2     | Alemanha    | 3               | 3                | 0                 | 6     |
| 3     | Reino Unido | 3               | 2                | 2                 | 7     |
| 4     | Itália      | 2               | 3                | 5                 | 10    |
| 5     | Suíça       | 1               | 0                | 1                 | 2     |
| 6     | França      | 0               | 2                | 2                 | 4     |
| 7     | Suécia      | 0               | 2                | 1                 | 3     |
| 8     | Espanha     | 0               | 0                | 2                 | 2     |
| Total | Total       | 13              | 13               | 13                | 39    |

### Masculino
| Evento                       | Ouro                                      | Ouro   | Prata                                                 | Prata  | Bronze                                    | Bronze |
| ---------------------------- | ----------------------------------------- | ------ | ----------------------------------------------------- | ------ | ----------------------------------------- | ------ |
| Trampolim 1 m individual     | Ross Haslam · Grã-Bretanha                | 422.95 | Alexis Jandard · França                               | 411.50 | Lorenzo Marsaglia · Itália                | 410.55 |
| Trampolim 3 m individual     | Moritz Wesemann · Alemanha                | 465.40 | Jules Bouyer · França                                 | 440.15 | Alexis Jandard · França                   | 430.70 |
| Plataforma 10 m individual   | Timo Barthel · Alemanha                   | 435.40 | Robbie Lee · Grã-Bretanha                             | 413.20 | Riccardo Giovannini · Itália              | 411.20 |
| Trampolim 3 m sincronizado   | Ucrânia · Oleh Kolodiy · Danylo Konovalov | 410.16 | Itália · Lorenzo Marsaglia · Giovanni Tocci           | 402.66 | França · Jules Bouyer · Alexis Jandard    | 394.92 |
| Plataforma 10 m sincronizado | Ucrânia · Kirill Boliukh · Oleksiy Sereda | 398.70 | Itália · Riccardo Giovannini · Eduard Timbretti Gugiu | 388.83 | Reino Unido · Ben Cutmore · Matthew Dixon | 372.69 |

### Feminino
| Evento                       | Ouro                                                | Ouro   | Prata                                        | Prata  | Bronze                                               | Bronze |
| ---------------------------- | --------------------------------------------------- | ------ | -------------------------------------------- | ------ | ---------------------------------------------------- | ------ |
| Trampolim 1 m individual     | Michelle Heimberg · Suíça                           | 273.25 | Emilia Nilsson Garip · Suécia                | 273.10 | Grace Reid · Grã-Bretanha                            | 266.90 |
| Trampolim 3 m individual     | Chiara Pellacani · Itália                           | 321.45 | Emilia Nilsson Garip · Suécia                | 316.60 | Michelle Heimberg · Suíça                            | 306.70 |
| Plataforma 10 m individual   | Eden Cheng · Grã-Bretanha                           | 331.60 | Christina Wassen · Alemanha                  | 330.95 | Sarah Jodoin Di Maria · Itália                       | 320.10 |
| Trampolim 3 m sincronizado   | Reino Unido · Desharne Bent-Ashmeil · Amy Rollinson | 279.90 | Alemanha · Lena Hentschel · Jana Lisa Rother | 276.33 | Itália · Elena Bertocchi · Chiara Pellacani          | 273.69 |
| Plataforma 10 m sincronizado | Alemanha · Christina Wassen · Elena Wassen          | 297.72 | Ucrânia · Kseniya Baylo · Sofia Esman        | 274.68 | Espanha · Valeria Antolino · Ana Carvajal San Miguel | 261.48 |

### Misto
| Evento                | Ouro                                                                         | Ouro   | Prata                                                                                          | Prata  | Bronze                                                                          | Bronze |
| --------------------- | ---------------------------------------------------------------------------- | ------ | ---------------------------------------------------------------------------------------------- | ------ | ------------------------------------------------------------------------------- | ------ |
| Trampolim 3 m misto   | Itália · Chiara Pellacani · Matteo Santoro                                   | 291.39 | Reino Unido · Grace Reid · James Heatly                                                        | 283.89 | Suécia · Emilia Nilsson · Elias Petersen                                        | 282.60 |
| Plataforma 10 m misto | Ucrânia · Kseniia Bailo · Kirill Boliukh                                     | 322.68 | Alemanha · Alexander Jan Lube · Elena Wassen                                                   | 306.12 | Itália · Sarah Jodoin Di Maria · Eduard Timbretti Gugiu                         | 283.14 |
| Equipe                | Ucrânia · Kseniia Bailo · Danylo Konovalov · Anna Pysmenska · Oleksii Sereda | 438.30 | Itália · Sarah Jodoin Di Maria · Lorenzo Marsaglia · Chiara Pellacani · Eduard Timbretti Gugiu | 398.25 | Espanha · Valeria Antolino · Alberto Arévalo · Rocio Velázquez · Carlos Camacho | 381.45 |

## Qualificação aos Jogos Olímpicos de 2024
A competição de Saltos Ornamentais nos Jogos Europeus de 2023 foi um evento de qualificação direta ao programa de mergulho em Paris 2024. Um total de 4 vagas foram concedidos em quatro eventos: Todos estas são 'sem nome', o que significa que foram ganhos ao CON, e não a uma atleta específico.
| Evento                   | Forma de qualificação                                                                     | Vagas | CONs                           |
| ------------------------ | ----------------------------------------------------------------------------------------- | ----- | ------------------------------ |
| Trampolim 3m masculino   | Um CON do melhor colocado receberá uma vaga de cota não identificada no evento relevante. | 1     | GER Alemanha (Moritz Wesemann) |
| Trampolim 3m feminino    | Um CON da melhor colocada receberá uma vaga de cota não identificada no evento relevante. | 1     | ITA Itália (Chiara Pellacani)  |
| Plataforma 10m masculino | Um CON do melhor colocado receberá uma vaga de cota não identificada no evento relevante. | 1     | GER Alemanha (Timo Barthel)    |
| Plataforma 10m feminino  | Um CON da melhor colocada receberá uma vaga de cota não identificada no evento relevante. | 1     | GBR Grã-Bretanha (Eden Cheng)  |
| Total de vagas           | Total de vagas                                                                            | 4     | 4                              |